# Lei Huang Mendes
Lei Huang Mendes (Sujuão, 14 de agosto de 1982) é uma mesa-tenista portuguesa de ascendência chinesa. Representou Portugal nos Jogos Olímpicos de Verão de 2012 em Londres, no Reino Unido.